# Munitiemagazijn Ulicoten
Het Munitiemagazijn Ulicoten is een voormalig munitiemagazijncomplex bestaande uit drie kleinere complexen, Ulicoten A, Ulicoten B, en Ulicoten C, allemaal gebouwd in 1956. De drie complexen lagen ten zuiden van Ulicoten, in de gemeente Baarle-Nassau, dicht bij de grens met België. Het volledige complex had 191 bunkers. Soms wordt het complex een Mobilisatiecomplex genoemd.

## Ulicoten A
Ulicoten A was het meest zuidelijk gelegen complex. Het lag ongeveer 550 meter van de Belgische grens. Het complex heeft een grootte van 7,84 hectare. Het bestond uit 25 gebouwen, die gesloopt zijn in 2012. De gebouwen waren van beton en waren omgeven door baksteen buitenmuren. Het dak bestond uit betonplaten. Rondom de gebouwen waren houten boeiboorden en daklijsten aangebracht. De boeiboorden en daklijsten waren hermetisch afgedicht met zwart doek. Eén van de gebouwen diende als werkplaats. Nadat het terrein verlaten werd, kwam de gewone dwergvleermuis voor in de verlaten gebouwen. In september 2012 was het complex deels afgezet met containers wegens een mogelijk illegaal feest.

## Ulicoten B
Ulicoten B was het middelste complex, ongeveer 1,5 kilometer noord van Ulicoten A en 600 meter zuid-westelijk van Ulicoten C. Het complex was 8,24 hectare en lag bij het beekje Pools Heining. In 1986 waren er nieuwe, flauwere wallen bijgekomen. Het complex is merendeels intact gebleven, omdat het nu functioneert als een "civiele inrichting voor activiteiten met explosieven" waar in beslag genomen vuurwerk wordt onderzocht en opgeslagen. Het bedrijf dat hiervoor verantwoordelijk is, is Domeinen Roerende Zaken Ulicoten.

## Ulicoten C
Ulicoten C was het meest noordelijke complex en had een grootte van 7,00 hectare. Er waren 25 gebouwen op het terrein van het complex, gebouwd op dezelfde manier als die van Ulicoten A. in 2009 waren 22 van de gebouwen omgeven met aarden wallen. Ook diende één van de gebouwen als werkplaats. Het terrein ligt aan het natuurgebied Hollandse Bossen. In brieven van de minister van volkshuisvesting, ruimtelijke ordening en milieubeheer Henk Kamp in december 2002 wordt Ulicoten C aangewezen als de gekozen locatie voor vuurwerkopslag. Aangezien Ulicoten B uiteindelijk in gebruik werd genomen voor dit doel, is het niet duidelijk over welk van de drie complexen er werd gesproken. Dit complex was, net als Ulicoten A, deels afgezet met containers wegens een mogelijk illegaal feest.